# Cultura Jericó IX

Mapa de la cultura lodiana y otras culturas neolíticas alfareras del Levante meridional.
Cultura Yamurkiana
Lodiana (Jericó IX)
Cultura Nizzanim

La Cultura Lodiana o Cultura Jericó IX es una cultura arqueológica neolítica cerámica del Levante meridional que data de la primera mitad del V milenio a. C. y que coexiste con las culturas Yarmukiana y Nizzanim. La Cultura Lodiana aparece principalmente en zonas al sur del territorio de la Cultura Yarmukiana, en la Sefelá y el comienzo de la llanura costera de Israel; en los montes de Judea, y en las regiones desérticas alrededor del Mar Muerto y al sur de este.
La cultura Jericó IX se define por su cerámica distintiva. Fue identificada por primera vez por John Garstang durante sus excavaciones en la capa IX del mismo nombre en Jericó. Posteriormente, Thomas Levy acuñó el término lodiano, desplazando el yacimiento tipo al de Lod, excavado por primera vez por Jacob Kaplan en la década de 1950. La relación entre la cultura lodiana y las otras dos culturas neolíticas del sur de Levante, la Yarmoukiana y la de Wadi Raba, se ha debatido durante muchos años. Levy sostuvo que se trataba de una tradición efímera pero distinta que surgió después de la Yarmoukiana y antes de la de Wadi Raba.

## Asentamientos
La mayoría de los asentamientos conocidos asociados a la Cultura Lodiana eran pequeños y efímeros. De los pocos yacimientos en los que se han encontrado restos de arquitectura, se desprende que los habitantes vivían en estructuras circulares, semisubterráneas y redondeadas, de 2 a 3 m de diámetro, hechas con ladrillos de barro. Junto a las estructuras había muchos pozos excavados por estos habitantes. Tenían animales domésticos, como ovejas, cabras, vacas y cerdos, y también pescaban y cazaban gacelas salvajes. Se supone que también cultivaban las cosechas típicas del neolítico, por ejemplo, cereales y legumbres, pero no se han recuperado pruebas paleoetnobotánicas en los yacimientos lodianos que lo confirmen.
Entre los sitios con material lodiano se encuentran Jericó, Lod, Megido, Ghrubba, Yesodot, Teluliot Batashi, Laquis, Tell Ali, Abu Zurayq, Wadi Shueib, Bab edh-Dhra, Khirbet ed-Dharih, Nizzanim y En Esur.
Se han encontrado muy pocos enterramientos en los yacimientos lodianos. Es posible que los habitantes se deshicieran de sus muertos de otra manera, o que utilizaran cementerios lejos de los asentamientos, como se sabe que hacía la posterior cultura de Wadi Raba.

## Herramientas
La cerámica lodiana difiere ligeramente de la cerámica yarmukiana en cuanto a la forma y la decoración. Una de las diferencias señaladas es la mayor complejidad en la preparación de la pasta y otra la variedad de formas de las vasos. Las vasos típicas de la cerámica lodiana están pintados y bruñidas, con motivos geométricos distintivos. Uno de estos tipos es la jarra Jericó IX, que se distingue por su aspecto más común en la cultura lodiana. Suele tener el borde redondeado, el cuello acampanado y dos gruesas asas en forma de bucle desde la parte superior del cuello hasta los hombros[1].
Su industria lítica está dominada por herramientas de lasca, incluyendo varios tipos característicos de puntas de flecha (puntas Haparsa, Nizzanim y Herzlia) y hojas de hoz. Los núcleos bipolares, comunes en las culturas precedentes, desaparecieron durante el Lodiano. Las figurillas y otros objetos rituales son notablemente escasos en los conjuntos lodianos, a diferencia de los yarmukianos.  La zona de herramientas de sílex también es similar a la de los yarmukianos. Un tipo distintivo de herramienta de sílex que es exclusivo de la cultura lodiana es una hoz rectangular, con forma de escamas a presión.